# República Dominicana en los Juegos Olímpicos de Río de Janeiro 2016
La República Dominicana estuvo representada en los Juegos Olímpicos de Río de Janeiro 2016 por un total de 26 deportistas, 18 hombres y 8 mujeres, que compitieron en 11 deportes.
El portador de la bandera en la ceremonia de apertura fue el atleta Luguelín Santos.

## Medallistas
El equipo olímpico dominicano obtuvo las siguientes medallas:
| Nombre      | Deporte   | Competición |
| ----------- | --------- | ----------- |
| Oro         |           |             |
| —           |           |             |
| Plata       |           |             |
| —           |           |             |
| Bronce      |           |             |
| Luisito Pie | Taekwondo | –58 kg M    |